# Hemafereza
Hemafereza – w medycynie określenie procedur wykonywanych za pomocą separatorów komórkowych, polegających na usunięciu z krwi określonego jej składnika.
Rozróżnia się:
- plazmaferezę - polegającą na usunięciu osocza
  - plazmafereza częściowa - usunięcie pewnej  objętości osocza pacjenta i zastąpienie tej objętości preparatem osoczozastępczym typu albumina ludzka
  - plazmafereza całkowita - usunięcie całej objętości osocza i przetoczenie tożsamej jego ilości - tak zwana wymiana osocza (ang. plasma exchange)
  - plazmafereza perfuzyjna - odseparowanie osocza i przepuszczenie go przez kolumnę adsorpcyjną, celem pozbawienia go niepożądanej lub szkodliwej substancji
- cytaferezę - polegająca na usunięciu jednego z elementów morfotycznych krwi
  - erytrocytafereza - usunięcie erytrocytów
  - granulocytafereza
  - limfocytafereza
  - trombocytafereza
  - separacja komórek macierzystych
  - fotofereza